# Обични плавац
Обични плавац (лат. Polyommatus icarus) мали је лептир из породице плаваца (Lycaenidae).

## Изглед
Мужјаци су јоргован плаве боје са танким црним пругама. Са доње стране су сивкасте боје. Женке су смеђе са низом црвених тачки дуж рубова, док им је доња страна више смеђе боје.
Оба пола имају ред црвених тачака уз ивицу задњих крила. Имају десетак центрираних црно-белих тачака на задњим крилима. Бела ивица на спољном рубу крила није укрштена са црним пругама као што је код сребрнкастог плавца (Lysandra coridon) и рецкавог плавца (Lysandra bellargus). Ово је важна разлика због одвајања ових врста нарочито женки. Гусеница има јако тело. Глава је црна, а тело зелено. Тамније зелене линије граниче се са белим које пролазе дуж леђа. Оне имају жлезде које луче медну росу коју мрави јако воле па они често живе у симбиози. У тој заједници, гусенице лептира обезбеђују мравима неке хранљиве материје, а за узврат добијају заштиту од паразита и грабљиваца.

## Распрострањеност
Обични плавац је широко распрострањен у Европи, северној Африци и умерено у Азији. Овај лептир се такође може наћи и у Великој Британији. Може се наћи на ливадама, пашњацима, баштама.

## Исхрана
Обични плавци су искључиво биљоједи. Хране се нектаром и листом пољских биљака. Гусенице ових лептира су такође биљоједи.

## Галерија
- Плавац, Спомен парк Бубањ, Ниш
- Женка